# Kość łokciowa
Kość łokciowa (łac. ulna) – jedna z kości długich w kończynie piersiowej (kończynie górnej), należąca do kości przedramienia.

## Ptaki
U ptaków kość łokciowa jest znacznie silniej rozwinięta, niż kość promieniowa. Ma kształt wygięty, leży bocznie. Z kością promieniową łączą ją więzadła. Kość łokciowa stanowi oparcie dla lotek, przy nasadzie każdej z nich na gości znajduje się wzgórek. Wyrostek łokciowy słabo zaznaczony. Na proksymalnym końcu kości łokciowej często znajduje się niewielka kość – trzeszczka (patella ulnaris). U niektórych ptaków, np. wróblowych, trzeszczka znajduje się także na dystalnej części kości łokciowej, a do niej przytwierdzone jest ścięgno końcowe mięśnia musculus propatagialis longus.

## Ssaki
U człowieka koniec bliższy kości łokciowej ma dwa wyrostki. Wyrostek tylny, większy, stanowi górne zakończenie kości i nazywa się wyrostkiem łokciowym (olecranon). Mniejszy, niżej położony i skierowany swym wierzchołkiem do przodu to wyrostek dziobiasty (processus coronoideus). Trzon kości łokciowej ma w przekroju poprzecznym kształt trójkątny. Wyróżnia się trzy brzegi ograniczające trzy powierzchnie: przednią, przyśrodkową i tylną. Koniec dalszy stanowi głowa kości łokciowej, przedłużająca się po stronie przyśrodkowej w wyrostek rylcowaty (processus styloideus). Głowa kości łokciowej jest zakończona powierzchnią dla połączenia z trójkątną chrząstką, oddzielającą tę kość od nadgarstka.
Świnie i psy mają dobrze rozwinięty trzon kości łokciowej, który stopniowej redukcji ulega u konia i przeżuwaczy. U konia dociera jedynie do połowy trzonu kości promieniowej. Przeżuwacze mają częściowo zrośnięte trzony kości promieniowych i łokciowych. Występują dwie przestrzenie międzykostne – bliższa i dalsza. Psy na głowie kości łokciowej mają obwód stawowy, służący do zestawienia z wcięciem łokciowym kości promieniowej. U przeżuwaczy w jego miejsce występuje kościozrost. U konia nieobecny jest wyrostek rylcowaty, charakterystyczny dla pozostałych wymienionych zwierząt gospodarskich.